# Michal Buzalka
Michal Buzalka (Svätý Anton, 18 settembre 1885 – Tábor, 7 dicembre 1961) è stato un vescovo cattolico slovacco.

## Biografia
Michal Buzalka nacque a Svätý Anton, cittadina allora situata nell'Impero austro-ungarico, il 18 settembre 1885.

### Formazione e ministero sacerdotale
Dopo essersi diplomato al liceo benedettino di Esztergom, studiò teologia all'Università di Vienna.
Il 14 luglio 1908 è stato ordinato presbitero a Vienna. Nel 1912 difese il dottorato in teologia. Dal 1908 al 1912 prestò servizio pastorale in diversi luoghi: Teplá, Banská Štiavnica, all'ospedale "Santo Stefano" di Budapest, Skýcov e Vajnory.
Nel luglio del 1914 fu mobilitato e il 1º agosto fu assegnato a un ospedale militare della guarnigione di Budapest e a un ospedale da campo della 31ª divisione. All'ospedale da campo prestò servizio come cappellano militare di riserva e attraversò quasi tutti i teatri di guerra: Serbia, Galizia, Slesia, Polonia e infine, nel 1915, nei Carpazi. Qui utilizzò l'esperienza del suo lavoro all'ospedale "Santo Stefano" per incoraggiare spiritualmente i soldati feriti. Il 1º agosto 1915 fu congedato. Fu inviato a Vajnory come amministratore parrocchiale e dedicò il suo tempo libero alla redazione della rivista Slovák. Dopo non aver presentato all'Esercito cecoslovacco la prescritta richiesta perse il grado militare e la possibilità di arruolamento nel servizio militare. Fu trasferito nella riserva dal Quartier Generale Distrettuale Supplementare il 15 dicembre 1920 come "soldato di riserva" e assegnato alla compagnia medica nº 10. Il 6 febbraio 1923 fu trasferito all'ospedale divisionale nº 10 a Komárno.
Dal settembre del 1922 al 1924 fu prefetto e docente di teologia morale e di teologia pastorale nel seminario di Trnava. Dal 1924 al 1931 fu parroco di Zavar. Nel 1931 fu nominato rettore del seminario di Trnava. Nel 1936, dopo l'istituzione della Facoltà di teologia nell'Università Comenio di Bratislava, il seminario fu trasferito a Bratislava. Lo stesso anno venne nominato monsignore e l'anno successivo divenne canonico del duomo di San Martino a Bratislava.

### Ministero episcopale
Il 17 marzo 1938 papa Pio XI lo nominò vescovo ausiliare di Trnava e titolare di Cone. Ricevette l'ordinazione episcopale il 15 maggio successivo dal cardinale Raffaele Carlo Rossi, segretario della Congregazione Concistoriale, co-consacranti l'arcivescovo Pietro Pisani, già delegato apostolico in India, e l'arcivescovo titolare di Garella Edoardo Tonna. Ha mantenuto l'incarico di rettore del seminario e dal 1939 al 1945 fu anche presidente dell'Azione Cattolica e dell'Associazione della Gioventù Cattolica.
Nel 1940 venne nominato vicario militare dell'Esercito slovacco. Assunse energicamente la sua nuova funzione dotando i cappellani militari cattolici dell'autorità per assumere la guida spirituale nelle loro aree di competenza. I cappellani militari furono così escluso dai loro uffici pastorali diocesani e subordinati all'autorità del vicario militare. Papa Pio XII intese la sua nomina come un servizio per il benessere spirituale dei soldati della Repubblica Slovacca. Monsignor Buzalka espresse questo concetto anche nella sua prima lettera pastorale datata 15 ottobre 1940. Con la sua presenza, i discorsi e le conversazioni il vescovo Buzalka incoraggiò l'adempimento della missione del soldato con un'enfasi sul compito di difendere tutti i membri dello Stato. Il 15 settembre 1942 riassunse l'ufficio di rettore del seminario di Bratislava.
Il 16 aprile 1945 fu arrestato e imprigionato dalle autorità di sicurezza a Bratislava. Il 23 giugno successivo fu scarcerato e messo agli arresti domiciliari nel convento francescano di Bratislava. Da allora in avanti, insieme ai confratelli vescovi, si scagliò la persecuzione e l'oppressione della Chiesa. Il 3 ottobre 1946 la Santa Sede respinse la richiesta del governo cecoslovacco di richiedere le dimissioni di monsignor Buzalka e alcuni altri vescovi slovacchi.
Nell'ambito delle rappresaglie del Partito Comunista di Cecoslovacchia contro la Chiesa cattolica in Slovacchia, monsignor Buzalka fu portato in custodia cautelare in carcere il 12 luglio 1950. In seguito fu sottoposto ad abusi fisici e mentali. Tra il 10 e il 12 gennaio 1951 fu processato per cospirazione contro la Repubblica, alto tradimento, tradimento militare e spionaggio. Fu condannato all'ergastolo, alla confisca di tutte le proprietà, a una multa di 200 000 corone e alla perdita dei diritti civili. Le accuse erano inventate e monsignor Buzalka confessò sotto costrizione. Seguirono lunghi anni di reclusione a Valdice, Leopoldov, Ruzyně, Ilava e Pankrác. Il 7 dicembre 1961 monsignor Buzalka ottenne la sospensione della pena per le sue cattive condizioni di salute. Successivamente fu internato nella casa di riposo di Děčín e poi nella casa della carità di Tábor, dove morì il 7 dicembre 1961 all'età di 76 anni. Nel 1964 le sue spoglie furono traslate nel cimitero di Svätý Anton. Il 12 febbraio 2003 i suoi resti furono trasferiti nella cripta dell'allora concattedrale di San Martino a Bratislava.
Monsignor Buzalka fu il primo e unico vicario delle forze armate (fino ad allora non c'erano ordinariati militari ma solo vicariati militari o castrensi) e quindi non può essere considerato il predecessore dell'attuale ordinario militare. La sua memoria è onorata e il suo lavoro nelle forze armate è riconosciuto anche dagli attuali membri dell'ordinariato militare in Slovacchia.

## Processo di beatificazione
Nel 2000 è stato avviato il processo di beatificazione di monsignor Michal Buzalka. La fase diocesana del processo si è conclusa e il caso è stato deferito alla Santa Sede per l'espressione finale.

## Genealogia episcopale
La genealogia episcopale è:
- Cardinale Scipione Rebiba
- Cardinale Giulio Antonio Santori
- Cardinale Girolamo Bernerio, O.P.
- Arcivescovo Galeazzo Sanvitale
- Cardinale Ludovico Ludovisi
- Cardinale Luigi Caetani
- Cardinale Ulderico Carpegna
- Cardinale Paluzzo Paluzzi Altieri degli Albertoni
- Papa Benedetto XIII
- Papa Benedetto XIV
- Papa Clemente XIII
- Cardinale Marcantonio Colonna
- Cardinale Giacinto Sigismondo Gerdil, B.
- Cardinale Giulio Maria della Somaglia
- Cardinale Carlo Odescalchi, S.I.
- Cardinale Costantino Patrizi Naro
- Cardinale Lucido Maria Parocchi
- Papa Pio X
- Cardinale Gaetano De Lai
- Cardinale Raffaele Carlo Rossi, O.C.D.
- Vescovo Michal Buzalka